# Lot 26
Lot 26 est un canton dans le comté de Prince, Île-du-Prince-Édouard, Canada. Il fait partie de la Paroisse St. David.

## Population
- 942 (recensement de 2001)[1]
- 999 (recensement de 2006)[1]
- 1 033 (recensement de 2011)[2]

## Communautés
Incorporé :
- Bedeque
- Central Bedeque

Non-incorporé :
- Emerald Junction
- Fernwood